# Open Pau-Pyrénées 2024
L'Open Pau-Pyrénées 2024, noto anche come Teréga Open Pau-Pyrénées per ragioni di sponsorizzazione, è stato un torneo maschile tennis professionistico. È stata la 6ª edizione del torneo, facente parte della categoria Challenger 125 nell'ambito dell'ATP Challenger Tour 2024, con un montepremi di 148 000 €. Si è giocato dal 19 al 25 febbraio 2024 sui campi in cemento indoor del Palais des Sports di Pau, in Francia.

## Partecipanti

### Teste di serie
| Nazionalità | Giocatore          | Ranking* | Testa di serie |
| ----------- | ------------------ | -------- | -------------- |
| Austria     | Jurij Rodionov     | 88       | 1              |
| Francia     | Arthur Rinderknech | 89       | 2              |
| Stati Uniti | Brandon Nakashima  | 92       | 3              |
| Francia     | Grégoire Barrère   | 110      | 4              |
| Francia     | Quentin Halys      | 111      | 5              |
| Francia     | Benoît Paire       | 112      | 6              |
| Francia     | Harold Mayot       | 131      | 7              |
| Belgio      | David Goffin       | 133      | 8              |

* Ranking al 12 febbraio 2024.

### Altri partecipanti
I seguenti giocatori hanno ricevuto una wild card per il tabellone principale:
- Charlie Camus
- Kyle Edmund
- Lucas Pouille

I seguenti giocatori sono entrati in tabellone come special exempt:
- Clément Chidekh
- Matteo Martineau

I seguenti giocatori sono passati dalle qualificazioni:
- James Trotter
- Hazem Naw
- Strong Kirchheimer
- Jahor Herasimaŭ
- Altuğ Çelikbilek
- Tristan Lamasine

## Punti e montepremi
| Torneo    | Torneo              | V      | F      | SF    | QF    | 2T    | 1T    | Q | Q2  | Q1  |
| Singolare | Punti               | 125    | 64     | 35    | 16    | 8     | 0     | 5 | 3   | 0   |
| Singolare | Premi in denaro (€) | 19 650 | 11 570 | 6 850 | 3 990 | 2 345 | 1 420 | – | 710 | 355 |
| Doppio    | Punti               | 125    | 64     | 35    | 16    | –     | 0     | – | –   | –   |
| Doppio    | Premi in denaro (€) | 8 420  | 4 900  | 2 940 | 1 750 | –     | 990   | – | –   | –   |

## Campioni

### Singolare
Otto Virtanen ha sconfitto in finale  Leandro Riedi con il punteggio di 7–5, 7–5.

### Doppio
Christian Harrison /  Brandon Nakashima hanno sconfitto in finale  Romain Arneodo /  Sam Weissborn con il punteggio di 7–6(5), 6–4.